# Fernando Nóbrega
Fernando Carneiro da Cunha Nóbrega (João Pessoa, 20 de agosto de 1904 — Rio de Janeiro, 9 de novembro de 1993) foi um advogado, jornalista e político brasileiro.
Foi prefeito de João Pessoa de janeiro de 1938 a junho de 1940 e ministro do Trabalho, Indústria e Comércio no governo Juscelino Kubitschek, de 18 de julho de 1958 a 17 de abril de 1960. Foi também ministro da Agricultura, de 6 de abril a 6 de junho de 1960.
Em 7 de junho de 1960 foi nomeado Ministro do Tribunal Superior do Trabalho, tornando-se Corregedor-Geral da Justiça do Trabalho em 21 de junho de 1968, cargo que ocupou até 18 de novembro de 1971.

## Início da carreira e jornalismo
Fernando Nóbrega nasceu na Paraíba, onde hoje é o município de João Pessoa, em 1904. Seu pai, Francisco de Gouveia Nóbrega, era um juiz federal, o que teria feito com que ele também buscasse o direito como profissão, ingressando na Faculdade de Direito de Recife em 1923.
Na ocasião, a frequência às aulas não era obrigatória, o que permitia que Nóbrega atuasse profissionalmente. João Suassuna, que se tornou presidente da Paraíba em 1924, convidou-o para ser seu secretário particular, cargo no qual permaneceu até 1928, um ano após se formar.
Pouco antes de terminar seu mandato, Suassuna nomeou Nóbrega como curador-geral dos órgãos. João Pessoa, que assumiu o lugar de Suassuna na presidência do estado, no entanto, reviu os nomes indicados e dispensou os trabalhos do advogado.
Nóbrega atuou então como diretor-secretário do jornal Diário da Paraíba, publicação através da qual pôde se posicionar politicamente como oposição a João Pessoa. Com a morte do então presidente do estado, o jornal foi tomado por populares que incendiaram o local.